# Estnische Badmintonmeisterschaft 1968
Die Estnische Badmintonmeisterschaft 1968 war die 4. Austragung der Titelkämpfe.

## Medaillengewinner
| Disziplin    | Gold                                      | Silber                                | Bronze                                         |
| ------------ | ----------------------------------------- | ------------------------------------- | ---------------------------------------------- |
| Herreneinzel | Jaak Nuuter, Tallinn                      | Jüri Tarto, Tallinn                   | Heino Aunin, Tartu                             |
| Dameneinzel  | Reet Valgmaa, Tartu                       | Skaidrite Nurges, Tallinn             | Riina Valgmaa, Tartu                           |
| Herrendoppel | Jaak Nuuter Alar Kivilo, Tallinn          | Jüri Tarto Raivo Kristianson, Tallinn | Joel Taliga Joel Tammeka, Järvakandi / Tallinn |
| Damendoppel  | Reet Valgmaa Riina Valgmaa, Tartu         | Skaidrite Nurges Tiina Ambur, Tallinn | Kersti Dobkevitš Ülle Kassmann, Tartu          |
| Mixed        | Alar Kivilo Reet Valgmaa, Tallinn / Tartu | Jüri Tarto Skaidrite Nurges, Tallinn  | Jaak Nuuter Ülle Kassmann, Tallinn / Tartu     |